# Frederik Frans I van Mecklenburg-Schwerin
Frederik Frans I (Schwerin, 10 december 1756 – Ludwigslust, 1 februari 1837) was van 1785 tot 1815 hertog en daarna tot 1837 groothertog van Mecklenburg-Schwerin.

## Familie
Hij was als zoon van Lodewijk van Mecklenburg-Schwerin en Charlotte Sophie (dochter van Frans Jozias van Saksen-Coburg-Saalfeld) een kleinzoon van hertog Christiaan Lodewijk II. Sinds 1 juni 1775 was hij gehuwd met Louise van Saksen-Gotha, met wie hij zes kinderen kreeg:
- Frederik Lodewijk (1778-1819), gehuwd met o.a. Helena Paulowna van Rusland
- Louise Charlotte (1779-1801), gehuwd met August van Saksen-Gotha-Altenburg
- Gustaaf Willem (1781-1851)
- Karel (1782-1833)
- Charlotte Frederika (1784-1840), gehuwd met Christiaan VIII van Denemarken.
- Adolf (1785-1821)

## Regering
Frederik Frans volgde op 24 april 1785 zijn oom Frederik II 'de Vrome' op als hertog van Mecklenburg. Hij kocht in 1787 vier aan Pruisen verpande gebieden terug en verwierf in 1803 zeven tot het Bisdom Lübeck behorende en door Mecklenburg omsloten dorpen alsmede de stad Wismar, Poel en Neukloster. In 1793 stichtte hij op aanraden van zijn lijfarts Samuel Gottlieb Vogel de eerste Duitse zeebadplaats Heiligendamm (stadsdeel van Bad Doberan).
Mecklenburg-Schwerin werd in 1806 door Napoleon bezet, maar na de Vrede van Tilsit (1807) werd de hertog op voorspraak van tsaar Alexander I in ere hersteld. Hij trad op 22 maart 1808 toe tot de Rijnbond en steunde Napoleon bij diens veldtocht van 1812 met 1700 man.
Hij was op 14 maart 1813 echter de eerste vorst die de Rijnbond de rug toekeerde en liet zijn troepen tot 1815 aan de strijd tegen Frankrijk en Denemarken deelnemen. Frederik Frans trad na het Congres van Wenen op 17 juni 1815 toe tot de Duitse Bond en nam de titel van groothertog aan. Hij voerde economische en juridische verbeteringen door, maar gold als een van de meest reactionaire Duitse vorsten.
Daar zijn oudste zoon Frederik Lodewijk reeds in 1819 was overleden, werd Frederik Frans I na zijn dood in 1837 opgevolgd door zijn kleinzoon Paul Frederik.

## Voorouders
| Kwartierstaat van Frederik Frans I van Mecklenburg-Schwerin | Kwartierstaat van Frederik Frans I van Mecklenburg-Schwerin                                                         | Kwartierstaat van Frederik Frans I van Mecklenburg-Schwerin                                                         | Kwartierstaat van Frederik Frans I van Mecklenburg-Schwerin                                                         | Kwartierstaat van Frederik Frans I van Mecklenburg-Schwerin                                                         | Kwartierstaat van Frederik Frans I van Mecklenburg-Schwerin                                                   | Kwartierstaat van Frederik Frans I van Mecklenburg-Schwerin                                                   | Kwartierstaat van Frederik Frans I van Mecklenburg-Schwerin                                                   | Kwartierstaat van Frederik Frans I van Mecklenburg-Schwerin                                                   |
| ----------------------------------------------------------- | --- | --- | --- | --- | --- | --- | --- | --- |
| Overgrootouders                                             | Frederik van Mecklenburg-Schwerin (1638-1688) ∞ Christina Wilhelmina van Hessen-Homburg-Bingenheim (1653-1728)      | Frederik van Mecklenburg-Schwerin (1638-1688) ∞ Christina Wilhelmina van Hessen-Homburg-Bingenheim (1653-1728)      | Adolf Frederik II van Mecklenburg-Strelitz (1704-1767) ∞ Maria van Mecklenburg-Güstrow (1659-1701)                  | Adolf Frederik II van Mecklenburg-Strelitz (1704-1767) ∞ Maria van Mecklenburg-Güstrow (1659-1701)                  | Johan Ernst van Saksen-Saalfeld (1658–1729) ∞ 1690 Charlotte Johanna van Waldeck-Wildungen (1664–1699)        | Johan Ernst van Saksen-Saalfeld (1658–1729) ∞ 1690 Charlotte Johanna van Waldeck-Wildungen (1664–1699)        | Lodewijk Frederik I van Schwarzburg-Rudolstadt (1667–1718) ∞ 1691 Anna Sophia van Saksen-Gotha (1670–1728)    | Lodewijk Frederik I van Schwarzburg-Rudolstadt (1667–1718) ∞ 1691 Anna Sophia van Saksen-Gotha (1670–1728)    |
| Grootouders                                                 | Christiaan Lodewijk II van Mecklenburg-Schwerin (1683-1756) ∞ Gustava Carolina van Mecklenburg-Strelitz (1694-1748) | Christiaan Lodewijk II van Mecklenburg-Schwerin (1683-1756) ∞ Gustava Carolina van Mecklenburg-Strelitz (1694-1748) | Christiaan Lodewijk II van Mecklenburg-Schwerin (1683-1756) ∞ Gustava Carolina van Mecklenburg-Strelitz (1694-1748) | Christiaan Lodewijk II van Mecklenburg-Schwerin (1683-1756) ∞ Gustava Carolina van Mecklenburg-Strelitz (1694-1748) | Frans Jozias van Saksen-Coburg-Saalfeld (1697–1764) ∞ 1723 Anna Sophia van Schwarzburg-Rudolstadt (1700–1780) | Frans Jozias van Saksen-Coburg-Saalfeld (1697–1764) ∞ 1723 Anna Sophia van Schwarzburg-Rudolstadt (1700–1780) | Frans Jozias van Saksen-Coburg-Saalfeld (1697–1764) ∞ 1723 Anna Sophia van Schwarzburg-Rudolstadt (1700–1780) | Frans Jozias van Saksen-Coburg-Saalfeld (1697–1764) ∞ 1723 Anna Sophia van Schwarzburg-Rudolstadt (1700–1780) |
| Ouders                                                      | Lodewijk van Mecklenburg-Schwerin (1725-1778) ∞ Charlotte Sophie van Saksen-Coburg-Saalfeld (1731-1810)             | Lodewijk van Mecklenburg-Schwerin (1725-1778) ∞ Charlotte Sophie van Saksen-Coburg-Saalfeld (1731-1810)             | Lodewijk van Mecklenburg-Schwerin (1725-1778) ∞ Charlotte Sophie van Saksen-Coburg-Saalfeld (1731-1810)             | Lodewijk van Mecklenburg-Schwerin (1725-1778) ∞ Charlotte Sophie van Saksen-Coburg-Saalfeld (1731-1810)             | Lodewijk van Mecklenburg-Schwerin (1725-1778) ∞ Charlotte Sophie van Saksen-Coburg-Saalfeld (1731-1810)       | Lodewijk van Mecklenburg-Schwerin (1725-1778) ∞ Charlotte Sophie van Saksen-Coburg-Saalfeld (1731-1810)       | Lodewijk van Mecklenburg-Schwerin (1725-1778) ∞ Charlotte Sophie van Saksen-Coburg-Saalfeld (1731-1810)       | Lodewijk van Mecklenburg-Schwerin (1725-1778) ∞ Charlotte Sophie van Saksen-Coburg-Saalfeld (1731-1810)       |
| Frederik Frans I van Mecklenburg-Schwerin (1756-1837)       | | | | | | | | |